# Leo Gogličidze
Leo Zurabovič Gogličidze (in russo Лео Зурабович Гогличидзе?; in georgiano ლეო გოგლიჩიძე?; Rostov sul Don, 29 aprile 1997) è un calciatore russo, difensore dell'Achmat Groznyj.

## Carriera

### Club
Debutta in Prem'er-Liga il 26 luglio con la maglia del Nižnij Novgorod in occasione dell'incontro vinto 1-0 contro il Soči.

### Nazionale
Ha giocato nella nazionale russa Under-21.

## Statistiche
Statistiche aggiornate al 31 ottobre 2021.

### Presenze e reti nei club
| Stagione        | Squadra            | Campionato      | Campionato | Campionato | Coppe nazionali | Coppe nazionali | Coppe nazionali | Coppe continentali | Coppe continentali | Coppe continentali | Altre coppe | Altre coppe | Altre coppe | Totale | Totale | Totale |
| Stagione        | Squadra            | Comp            | Pres       | Reti       | Comp            | Pres            | Reti            | Comp               | Pres               | Reti               | Comp        | Pres        | Reti        | Pres   | Reti   |        |
| --------------- | ------------------ | --------------- | ---------- | ---------- | --------------- | --------------- | --------------- | ------------------ | ------------------ | ------------------ | ----------- | ----------- | ----------- | ------ | ------ | ------ |
| 2014-2015       | Krasnodar-2        | 2D              | 14         | 0          |                 | -               | -               |                    | -                  | -                  |             | -           | -           | 14     | 0      |        |
| 2015-2016       | Krasnodar-2        | 2D              | 21         | 1          |                 | -               | -               |                    | -                  | -                  |             | -           | -           | 21     | 1      |        |
| 2016-2017       | Krasnodar-2        | 2D              | 19         | 2          |                 | -               | -               |                    | -                  | -                  |             | -           | -           | 19     | 2      |        |
| 2017-2018       | Krasnodar-2        | 2D              | 13         | 1          |                 | -               | -               |                    | -                  | -                  |             | -           | -           | 13     | 1      |        |
| 2016-2017       | Krasnodar          | PL              | 0          | 0          | CR              | 1               | 0               |                    | -                  | -                  |             | -           | -           | 1      | 0      |        |
| 2017-2018       | Nižnij Novgorod    | 1D              | 5          | 0          | CR              | 0               | 0               |                    | -                  | -                  |             | -           | -           | 5      | 0      |        |
| 2018-2019       | Nižnij Novgorod    | 1D              | 25+2       | 0          | CR              | 3               | 0               |                    | -                  | -                  |             | -           | -           | 30     | 0      |        |
| 2019-2020       | Krasnodar-3        | 2D              | 25         | 0          |                 | -               | -               |                    | -                  | -                  |             | -           | -           | 25     | 0      |        |
| 2019-2020       | Krasnodar-2        | 1D              | 4          | 0          |                 | -               | -               |                    | -                  | -                  |             | -           | -           | 4      | 0      |        |
| 2019-2020       | Čajka Pesčanopskoe | 1D              | 14         | 1          | CR              | 1               | 0               |                    | -                  | -                  |             | -           | -           | 15     | 1      |        |
| 2019-2020       | Čajka Pesčanopskoe | 1D              | 23         | 2          | CR              | 1               | 0               |                    | -                  | -                  |             | -           | -           | 24     | 2      |        |
| 2020-2021       | Nižnij Novgorod    | 1D              | 8          | 0          | CR              | 0               | 0               |                    | -                  | -                  |             | -           | -           | 8      | 0      |        |
| lug.-ago. 2021  | Nižnij Novgorod    | PL              | 2          | 0          | CR              | 0               | 0               |                    | -                  | -                  |             | -           | -           | 2      | 0      |        |
| ago. 2021-2022  | Ural               | PL              | 3          | 0          | CR              | 2               | 0               |                    | -                  | -                  |             | -           | -           | 5      | 0      |        |
| Totale carriera | Totale carriera    | Totale carriera | 156        | 0          |                 | 8               | 0               |                    | -                  | -                  |             | -           | -           | 164    | 0      |        |